# Федерация катынских семей
Федерация катынских семей (пол. Federacja Rodzin Katyńskich, FKR) — польская общественная организация, занимающаяся увековечиванием памяти жертв Катынского расстрела. Объединяет региональные и заграничные общества под наименованием «Катынские семьи» (пол. Stowarzyszenia "Rodziny Katyńskie") — объединений родственников и потомков жертв Катыни.
По инициативе Федерации были созданы, в частности, военные кладбища в местах казни польских офицеров в Катыни (Мемориальный комплекс «Катынь»), Медном и Харькове (Мемориал жертвам тоталитаризма).
В настоящее время администрация Федерации катынских семей находится в Варшаве на улице Гданьской, 4а.

## История
Организация была основана польским общественным деятелем Божены Лоек, по инициативе которой варшавская «Катынская семья» начала устанавливать связи с другими подобными организациями в Польше. На начальном периоде наибольшую роль в основании организации сыграли Енджей Тухольский (заместитель), Иоланта Климович-Османичикова и Данута Напюрковская (секретарь). Они собрали 17 сентября 1989 года в Варшаве всепольскую встречу представителей региональных отделений «Катынских семей». На этом съезде была создана Федерация, представляющая интересы региональных отделений. На этом собрании началась работа над уставом организации. 24 марта 1990 года совместно с Советом охраны памяти борьбы и мученичества была организована следующая встреча Федерации. С самого начала своей деятельности Федерации сотрудничала с Католической церковью. Первое время администрация Федерации располагалась при приходе св. Кароля Боромеуша на варшавских Повонзках. Капелланом Федерации был назначен католический священник Здзислав Пешковский.
3 декабря 1992 года был зарегистрирован устав.

## Деятельность
Первыми акциями Федерации стали организация торжественных мероприятий по случаю 50-летия Катыни, демонстрация перед советским посольством с обращением к Президенту СССР Михаилу Горбачёву раскрыть сведения о катынском расстреле и организация выставки «Не только Катынь». В 1990 году было организовано первое всепольское посещение Катыни членами товариществ «Катынские семьи». В этом же году начались всепольские паломничества к Святилищу Ченстоховской Богоматери.
В мае 1990 года Божена Лоек получила из канцелярии президента Польши Войцеха Ярузельского копии документов, представлявших собой этапные списки пленных, перевозимых из Козельска в Катынь и из Осташкова в Калинин (ныне Тверь), а также список пленных Старобельского лагеря (так называемый список Гайдидея). Варшавское отделение на основе польского перевода этих документов создало розыскную секцию во главе с Марией Дормановской. Благодаря деятельности розыскной секции выдавались письменные подтверждения смерти расстрелянных родственником в Катыни.
Одним из приоритетных направлений в деятельности Федерации стало участие в организации мемориальных комплексов на месте гибели расстрелянных в Катыни, Медном и Харькове. В 1992 году была состоялась эксгумация под руководством заместителя генерального прокурора Польши Стефана Снежко. Совет охраны памяти борьбы и мученичества объявил открытый конкурс по оформлению комплексов. Члены Федерации состояли в конкурсном жюри, следили за ходом работ по сооружению кладбищ, а в 2000 году участвовали в их освящении и открытии.
В сентябре 1992 года по приглашению Сергея Станкевича делегация Федерации катынских семей посетила Москву и встретилась с официальными российскими представителями в первый — и пока единственный — раз. В ходе поездки состоялись переговоры в Военной прокуратуре, Генеральном штабе и в архивах КГБ на Лубянке.
С апреля 1990 года каждые пять лет Федерация катынских семей организует так называемые «Катынские церемонии» перед Могилой Неизвестного Солдата в Варшаве с участием высших руководителей польского государства, всех ведомств и служб — Войска Польского, Пограничной стражи, Военной жандармерии, полиции, Тюремной службы.
10 апреля 2010 года в авиакатастрофе под Смоленском погиб президент Федерации Анджей Сариуш-Скомпский.
7 мая 2020 года Федерация катынских семей направила открытое письмо в связи с демонтажем со здания Тверского медицинского государственного университета мемориальной доски в памяти о жертвах Катынского расстрела.

## Председатели
- Анджей Сариуш-Скомпский (1992—2010). Погиб во время авиакатастрофы в 2010 году.
- Изабела Анна Сариуш-Скомпская[5] (с 22 октября 2010 года[2] — по настоящее время).

## Награды
- Медаль «За заслуги перед защитой прав человека». (март 2010 год).

## Известные представители
- Анна Мария Боровская (1928—2010) — погибла во время смоленской авиакатастрофы 2010 года;
- Тереза Валевская-Пшиялковская (1937—2010) — погибла во время смоленской авиакатастрофы 2010 года;
- Ян Петшиковский — юрист, историк, один из сооснователей;